# Heinrich von Buol

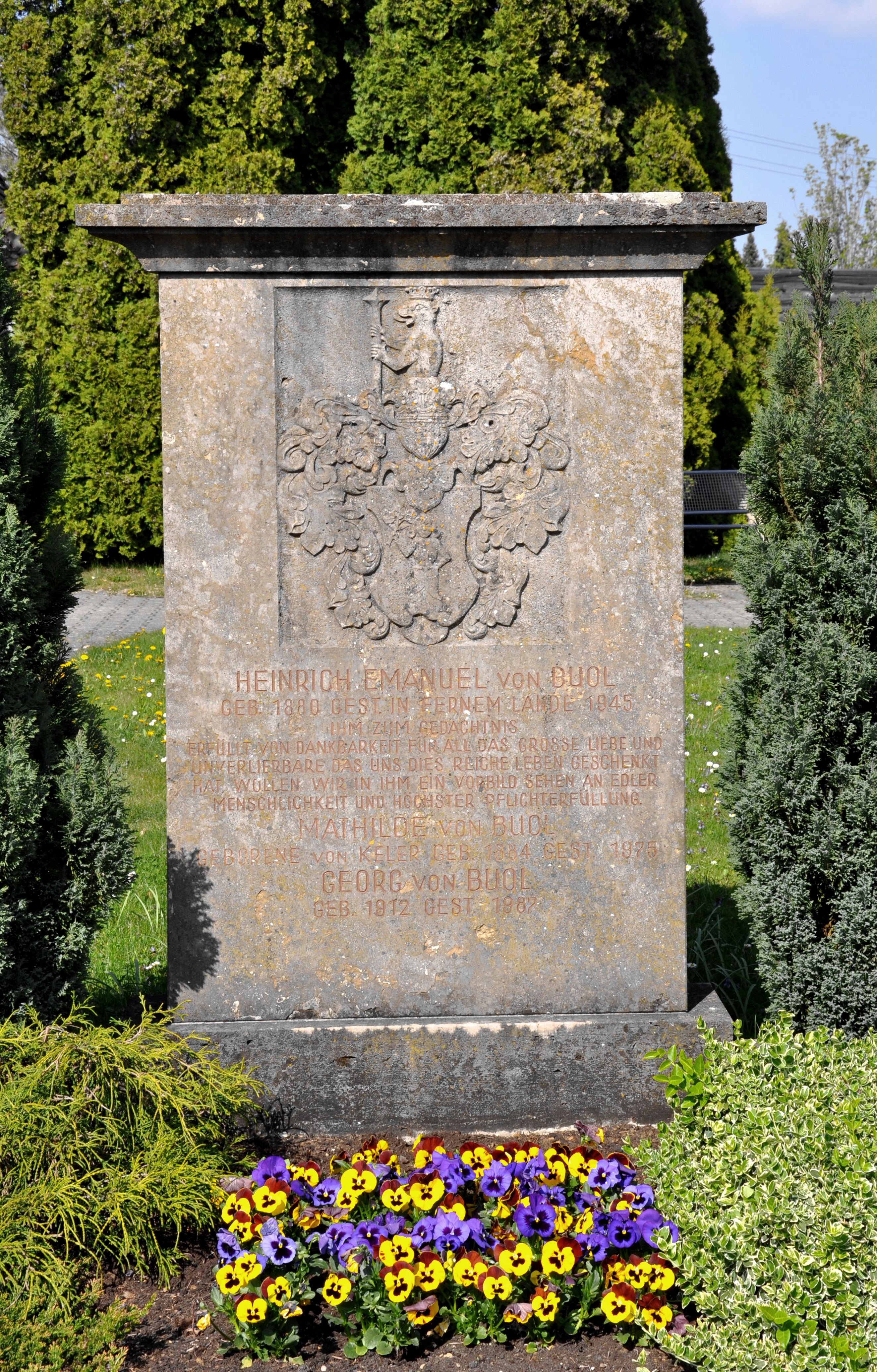
Familiengrab und Gedenkstein für Heinrich von Buol auf dem Friedhof von Bavendorf

Heinrich Emanuel von Buol (* 9. Februar 1880 in Wien; † 2. Mai 1945 in Moskau) war ein österreichischer Manager. Von 1932 bis 1945 war er Vorstandsvorsitzender der Siemens & Halske AG.
Von Buol, der durch seine Abstammung Schweizer Staatsbürger war, erhielt 1897 die österreichische Staatsbürgerschaft. Er studierte an der Technischen Hochschule Wien Maschinenbau und Elektronik und erlangte 1902 einen Abschluss als Diplom-Ingenieur. 1903 ging er als Volontär bei der Union-Elektrizitäts-Gesellschaft in Wien in die Lehre. 1906 begann seine Mitarbeit bei Siemens & Halske im Werk Siemensstadt (heute zu Berlin) als Laboratoriumsingenieur. Im Jahr 1915 stieg er zum Leiter der Abteilung Drahtlose Telegraphie und Messgeräte auf. Sechs Jahre später wurde von Buol Direktor des Wernerwerks für Messgeräte und stellvertretendes Mitglied des Vorstands. 1927 wurde er als ordentliches Mitglied in den Siemens-Vorstand berufen, dessen Vorsitzender er 1932 wurde. Er wurde 1942 Ehrensenator der Friedrich-Alexander-Universität in Erlangen. Nach der Besetzung Berlins durch die Rote Armee wurde von Buol als Großindustrieller in die Sowjetunion verschleppt, wo er sich in einem Moskauer Gefängnis das Leben nahm.
Der Siemens-Konzern profitierte in der NS-Zeit von umfangreichen Rüstungsaufträgen und setzte zahlreiche Zwangsarbeiter ein. Georg Siemens berichtet jedoch auch, dass von Buol sich persönlich dafür eingesetzt habe, dass die jüdische Ehefrau eines seiner engsten Mitarbeiter nicht abtransportiert wurde.
1943 wurde er Ehrenbürger der Technischen Hochschule München.
Nach von Buol sind in mehreren Städten, so in Berlin, Erlangen und Wien, Straßen benannt.